# Louis Levy (personnage)
Pour les articles homonymes, voir Lévy et Louis Levy.
Louis Levy est un personnage de fiction créé par Woody Allen dans son film Crimes et délits (Crimes and Misdemeanors, 1989). Il y incarne un philosophe optimiste.

## Louis Levy, philosophe
Louis Levy (Martin S. Bergmann) est un philosophe ayant été filmé par Cliff Stern (Woody Allen) dans le but d'élaborer un documentaire l'ayant pour sujet. Il le fait découvrir à Halley Reed (Mia Farrow), jeune assistante réalisatrice pour la télévision et elle suggère alors de l'aider pour la subvention de son film.
Mais même indépendamment du lien avec les deux protagonistes en question et le rôle qu'il pourra jouer dans leur relation, Louis Levy a dans Crimes et délits une importance majeure : en effet, il est un personnage central du film, sans pour autant véritablement entrer en compte dans l'intrigue elle-même. Cependant, en nous livrant la morale du film à travers ses quelques interventions, il semble pouvoir diriger les personnages grâce à la pertinence de son discours.
Lorsque Cliff Stern apprend le suicide de Louis Levy, cela cause son plus grand désarroi et le film se conclut sur une intervention de Louis Levy en voix-off.

## Louis Levy &Woody Allen
Le film annonce déjà Match Point (Woody Allen, 2005), notamment à travers la dernière intervention de Louis Levy, en voix-off sur les dernières minutes du film.
On retrouve en effet dans Match Point non seulement la forme (voix-off de conclusion), mais aussi le fond : les propos de Louis Levy sont très proches de ceux sur la chance et le hasard tenus dans le film de 2005 (cf. Citations, 4).

## Louis Levy & Martin S. Bergmann
Le rôle est interprété par Martin S. Bergmann, lequel n'a fait qu'une autre apparition au cinéma, dans son propre rôle dans le célèbre Schindler's List de Steven Spielberg.
Martin S. Bergmann est psychanalyste, membre de la New York Freudian Society, membre honoraire de l'American Psychoanalytic Association et professeur à l'école post-doctorale de Psychologie clinique de la New York University. Il a publié, entre autres : The Evolution of Psychoanalytic Technique et An Evaluation of the Hartmann Era.

## Citations de Louis Levy
Ces citations sont traduites de l'anglais, et extraites d'interviews réalisés par le personnage qu'incarne Woody Allen dans le film.
1. 0.26.15 - « La seule chose qui est arrivée aux premiers Israëlites est qu'ils concevaient un Dieu miséricordieux. Il l'est, mais en parallèle, il exige aussi une conduite morale. Mais voici le paradoxe : quelle est l'une des premières choses que Dieu demande ? Dieu exige d'Abraham qu'il sacrifie son fils unique, son fils bien-aimé. En d'autres termes, en dépit de millénaires d'efforts, nous n'avons pas réussi à créer un Dieu vraiment bon et miséricordieux. C'était au-delà de nos capacités d'imagination. »
2. 0.45.15 - « Vous remarquerez que ce que nous recherchons quand nous tombons amoureux est un paradoxe étrange. Le paradoxe consiste dans le fait que d'un côté, quand nous tombons amoureux, nous cherchons tous ou certaines personnes auxquelles nous étions attachées dans notre jeunesse. Et d'un autre côté, nous demandons à nos bien-aimés de réparer toutes les erreurs que ces parents ou enfants ont infligées. Donc l'amour contient en lui cette contradiction : la volonté de retourner dans le passé, et celle de changer le passé. » [2]
3. 1.15.35 - « Ce que nous devons toujours nous rappeler, c'est qu'à notre naissance, nous avons besoin de beaucoup d'amour pour pouvoir affronter la vie. Une fois qu'on a reçu cet amour, normalement, ça dure, mais l'Univers est un endroit froid. C'est nous qui le remplissons de nos sentiments, et, sous certaines conditions, nous sentons que finalement ça n'en vaut plus la peine. »
4. 1.39.45 - « Nous faisons tous face à des décisions difficiles, des choix moraux. Quelques-uns sont à grande échelle, la plupart sont plus petits, mais nous nous définissons par les choix que nous faisons. En fait, nous sommes la somme totale de nos choix. Les événements surviennent de façon imprévisible, injuste, le bonheur humain ne semble pas faire partie... du plan de la création. C'est seulement nous, avec notre capacité d'amour, qui donnons une signification à cet univers neutre. Malgré tout, la plupart des êtres humains semblent avoir... la capacité d'essayer encore, et même de trouver la joie, dans les choses simples, comme leur famille, leur carrière, et l'espoir que les générations futures... comprendront davantage. » [3]

Cette dernière citation est dite en voix-off sur les dernières images du film.